# ENECO Tour 2006
De ENECO Tour 2006 werd gehouden van 16 tot en met 23 augustus in België en Nederland en werd gewonnen door Stefan Schumacher.
Het was de tweede maal dat de ronde, die voordien als de Ronde van Nederland bekendstond werd verreden. De ENECO Tour 2006 had een lengte van 1176 kilometer. De ronde begon in Den Helder (Nederland) en eindigde 7 dagen later in Ans (België).

## Etappe-overzicht

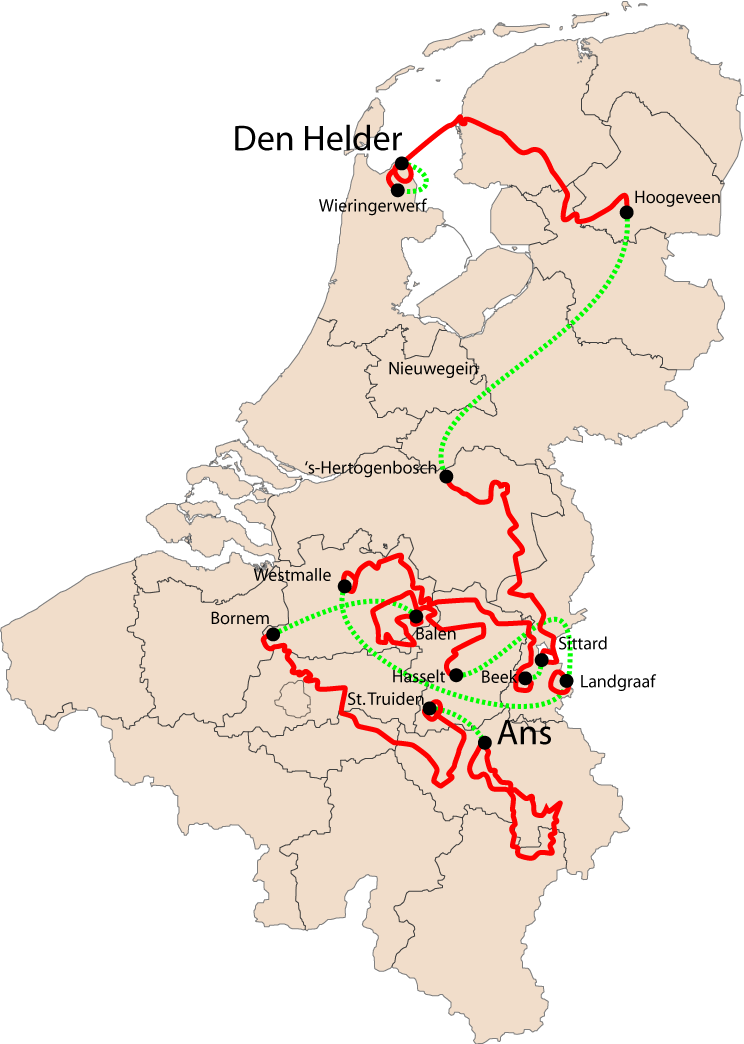
Overzicht van de etappes

| Etappe | Datum       | Plaats                            | Afstand  | Winnaar           | Nationaliteit    | Ploeg                              |
| ------ | ----------- | --------------------------------- | -------- | ----------------- | ---------------- | ---------------------------------- |
| P      | 16 augustus | Den Helder - Den Helder           | 5,8 km   | Stefan Schumacher | Duitsland        | Team Gerolsteiner                  |
| 1      | 17 augustus | Wieringerwerf - Hoogeveen         | 176,9 km | Tom Boonen        | België           | Quick Step-Innergetic              |
| 2      | 18 augustus | 's-Hertogenbosch - Sittard-Geleen | 194,6 km | Manuel Quinziato  | Italië           | Liquigas                           |
| 3      | 19 augustus | Beek - Westmalle                  | 185,0 km | Tom Boonen        | België           | Quick Step-Innergetic              |
| 4      | 20 augustus | Landgraaf - Landgraaf             | 16,1 km  | George Hincapie   | Verenigde Staten | Discovery Channel Pro Cycling Team |
| 5      | 21 augustus | Hasselt - Balen                   | 183,1 km | Tom Boonen        | België           | Quick Step-Innergetic              |
| 6      | 22 augustus | Bornem - Sint-Truiden             | 213,9 km | David Kopp        | Duitsland        | Team Gerolsteiner                  |
| 7      | 23 augustus | Ans - Ans                         | 201,2 km | Philippe Gilbert  | België           | La Française des Jeux              |

## Deelnemende ploegen
| Naam ploeg                         | Nationaliteit ploeg | Ploegleider                                         |
| ---------------------------------- | ------------------- | --------------------------------------------------- |
| Team CSC                           | Denemarken          | Bjarne Riis                                         |
| Caisse d'Epargne-Illes Balears     | Spanje              | José Luis Jaimerena                                 |
| T-Mobile Team                      | Duitsland           | Frans Van Looy                                      |
| Phonak Hearing Systems             | Zwitserland         | John Lelangue                                       |
| Rabobank                           | Nederland           | Erik Breukink & Theo de Rooij                       |
| Discovery Channel Pro Cycling Team | Verenigde Staten    | Johan Bruyneel                                      |
| Lampre - Fondital                  | Italië              | Guido Bontempi                                      |
| Team Gerolsteiner                  | Duitsland           | Christian Wegmann                                   |
| Davitamon - Lotto                  | België              | Herman Frison & Allan Peiper                        |
| Quick Step-Innergetic              | België              | Wilfried Peeters & Rik Van Slycke                   |
| Saunier Duval - Prodir             | Italië              | Pietro Algeri                                       |
| Crédit Agricole                    | Frankrijk           | Denis Roux                                          |
| Ag2r Prévoyance                    | Frankrijk           | Julien Jurdie                                       |
| Euskaltel - Euskadi                | Spanje              | Javier Carbayeda Echebarria                         |
| Cofidis, Le Crédit par Téléphone   | Frankrijk           | Alain Deloeuil                                      |
| Team Milram                        | Duitsland           | Vittorio Algeri & Gianluigi Stanga                  |
| Liquigas - Bianchi                 | Italië              | Stefano Zanatta                                     |
| Bouygues Télécom                   | Frankrijk           | Dominique Arnould                                   |
| La Française des Jeux              | Frankrijk           | Martial Gayant & Marc Madiot                        |
| Chocolade Jacques - T-Interim      | België              | Walter Planckaert                                   |
| Skil - Shimano                     | Nederland           | Rudie Kemna                                         |
| Unibet.com                         | België              | Hilaire Van der Schueren & Lucien Van Impe          |
| Astana                             | Kazachstan          | Carlos Diaz Zabala & Alberto Leanizbarrutia Abaunza |

## Klassementen

### Algemeen klassement
| Eindklassement | Eindklassement | Eindklassement      | Eindklassement   | Eindklassement                     | Eindklassement |
| -------------- | -------------- | ------------------- | ---------------- | ---------------------------------- | -------------- |
| 1              | 74             | Stefan Schumacher*  | Duitsland        | Team Gerolsteiner                  | 27:20.55       |
| 2              | 51             | George Hincapie     | Verenigde Staten | Discovery Channel Pro Cycling Team | +0.01          |
| 3              | 166            | Vincenzo Nibali*    | Italië           | Liquigas                           | +0.12          |
| 4              | 181            | Philippe Gilbert*   | België           | La Française des Jeux              | +0.17          |
| 5              | 167            | Manuel Quinziato    | Italië           | Liquigas                           | +0.32          |
| 6              | 42             | Joost Posthuma*     | Nederland        | Rabobank                           | +0.35          |
| 7              | 48             | Juan Antonio Flecha | Spanje           | Rabobank                           | +0.52          |
| 8              | 61             | Alessandro Ballan   | Italië           | Lampre - Fondital                  | +0.53          |
| 9              | 41             | Thomas Dekker*      | Nederland        | Rabobank                           | +0.55          |
| 10             | 21             | Steffen Wesemann    | Zwitserland      | T-Mobile                           | +0.56          |

### Puntenklassement
| Puntenklassement | Puntenklassement | Puntenklassement  | Puntenklassement | Puntenklassement       | Puntenklassement |
| ---------------- | ---------------- | ----------------- | ---------------- | ---------------------- | ---------------- |
| 1                | 151              | Simone Cadamuro   | Italië           | Team Milram            | 91 punten        |
| 2                | 91               | Tom Boonen        | België           | Quick Step-Innergetic  | 90 punten        |
| 3                | 74               | Stefan Schumacher | Duitsland        | Team Gerolsteiner      | 59 punten        |
| 4                | 181              | Philippe Gilbert  | België           | La Française des Jeux  | 57 punten        |
| 5                | 114              | Julian Dean       | Nieuw-Zeeland    | Crédit Agricole        | 56 punten        |
| 6                | 61               | Alessandro Ballan | Italië           | Lampre - Fondital      | 54 punten        |
| 7                | 164              | Enrico Gasparotto | Italië           | Liquigas               | 54 punten        |
| 8                | 98               | Wouter Weylandt   | België           | Quick Step-Innergetic  | 54 punten        |
| 9                | 37               | Fabrizio Guidi    | Italië           | Phonak Hearing Systems | 52 punten        |
| 10               | 85               | Bert Roesems      | België           | Davitamon - Lotto      | 48 punten        |

### Jongerenklassement
Alle renners met een * achter hun naam in het algemeen klassement doen mee voor het jongerenklassement.

## Etappes

### Proloog
De proloog in Den Helder was een redelijk moeilijk parcours met veel bochten en een passage langs de zee. Desondanks werd er snel gereden. Joost Posthuma (Rabobank) had lang de snelste tijd, waar menige specialisten zich de tanden op stuk beten. Uiteindelijk verbeterde Stefan Schumacher (Gerolsteiner) de tijd van Posthuma en ging zo met de dagzege aan de haal. George Hincapie (Discovery Channel) kwam nog dicht bij de tijd van Schumacher, maar miste de winst op 45 honderdste van een seconde na.
| rang | renner              | land             | tijd     |
| ---- | ------------------- | ---------------- | -------- |
| 1    | Stefan Schumacher   | Duitsland        | 7' 00"   |
| 2    | George Hincapie     | Verenigde Staten | op 0" 45 |
| 3    | Joost Posthuma      | Nederland        | op 1"    |
| 4    | José Iván Gutiérrez | Spanje           | op 2"    |
| 5    | Tom Boonen          | België           | op 4"    |
| 6    | Manuel Quinziato    | Italië           | op 5"    |
| 7    | Aleksej Markov      | Rusland          | z.t.     |
| 8    | Nick Nuyens         | België           | z.t.     |
| 9    | Vincenzo Nibali     | Italië           | op 8"    |
| 10   | Thomas Dekker       | Nederland        | z.t.     |

| Algemeen klassement na de proloog | Algemeen klassement na de proloog | Algemeen klassement na de proloog | Algemeen klassement na de proloog | Algemeen klassement na de proloog  | Algemeen klassement na de proloog |
| --------------------------------- | --------------------------------- | --------------------------------- | --------------------------------- | ---------------------------------- | --------------------------------- |
| 1                                 | 74                                | Stefan Schumacher                 | Duitsland                         | Team Gerolsteiner                  | 7.00                              |
| 2                                 | 51                                | George Hincapie                   | Verenigde Staten                  | Discovery Channel Pro Cycling Team | +0.01                             |
| 3                                 | 42                                | Joost Posthuma                    | Nederland                         | Rabobank                           | +0.01                             |

### Eerste etappe
Tijdens de eerste etappe in lijn kozen drie renners voor de lange ontsnapping. Dit waren Rik Reinerink (Skil-Shimano), Koen Barbé (Chocolade Jacques) en Matthé Pronk (Unibet.com). Reinerink reed als eerste weg, Barbé en Pronk sloten later aan. Het drietal kreeg maximaal 5.48 voorsprong totdat Davitamon-Lotto en Quick-step de achtervolging inzetten, dit om een spurt mogelijk te maken voor Fred Rodriguez (Davitamon-Lotto) en Tom Boonen (Quick-Step). Vooral de laatste werd als winnaar getipt in een eventuele massasprint. Boonen stelde niet teleur, want na de hergroepering op ongeveer 15 kilometer van de finish, maakte de regerende wereldkampioen het werk van de ploegmaats knap af. Al probeerden Maarten Tjallingii (Skil-Shimano) en Philippe Gilbert (La Française des Jeux) nog te ontsnappen in de slotfase.
| rang | renner            | land          | tijd       |
| ---- | ----------------- | ------------- | ---------- |
| 1    | Tom Boonen        | België        | 4u 12' 52" |
| 2    | Simone Cadamuro   | Italië        | z.t.       |
| 3    | Enrico Gasparotto | Italië        | z.t.       |
| 4    | Julian Dean       | Nieuw-Zeeland | z.t.       |
| 5    | Marco Zanotti     | Italië        | z.t.       |
| 6    | Aleksej Markov    | Rusland       | z.t.       |
| 7    | Fabio Sabatini    | Italië        | z.t.       |
| 8    | Stefan Schumacher | Duitsland     | z.t.       |
| 9    | Alessandro Ballan | Italië        | z.t.       |
| 10   | Aurélien Clerc    | Zwitserland   | z.t.       |

| Algemeen klassement na de eerste etappe | Algemeen klassement na de eerste etappe | Algemeen klassement na de eerste etappe | Algemeen klassement na de eerste etappe | Algemeen klassement na de eerste etappe | Algemeen klassement na de eerste etappe |
| --------------------------------------- | --------------------------------------- | --------------------------------------- | --------------------------------------- | --------------------------------------- | --------------------------------------- |
| 1                                       | 91                                      | Tom Boonen                              | België                                  | Quick Step-Innergetic                   | 4:19.47                                 |
| 2                                       | 74                                      | Stefan Schumacher                       | Duitsland                               | Team Gerolsteiner                       | +0.04                                   |
| 3                                       | 51                                      | George Hincapie                         | Verenigde Staten                        | Discovery Channel Pro Cycling Team      | +0.07                                   |

### Tweede etappe
De tweede etappe begon met meerdere ontsnappingspogingen van de Unibet.com-renner Luis Pasamontes. Bij de tweede poging slaagde hij er in om weg te komen. Hij kreeg 8 minuten voorsprong. Hij Later werd hij echter gediskwalificeerd omdat hij bij een gesloten overgang de rode lichten negeerde en doorreed. De jury besloot om hemuit de koers te halen. Na dit incident mochten drie renners, Paul Martens (Skil-Shimano), Carlos Abellán (Astana) en Carlos Zarate (Saunier Duval - Prodir) een nieuw avontuur beginnen. Zij kregen 3 minuten voorsprong alvorens zij ingerekend werden.
Zoals gebruikelijk werd door de sprintersploegen de achtervolging ingezet. Het drietal werd dan ook niet veel later ingerekend door Gerolsteiner, Rabobank en Quick Step. Een valpartij deed echter een aantal renners de das om en de peloton brak in stukken. Na de valpartij was het onmiddellijk duidelijk dat de renners die in de voorste groep zaten voor de winst zouden gaan strijden. Joost Posthuma (Rabobank) sprong in de slotfase weg en kreeg Aart Vierhouten (Skil-Shimano) en Manuel Quinziato (Liquigas) mee. Deze laatste sprong echter weg op 3 kilometer van de finish en verwierf een grote voorsprong. Het jagend peloton kwam te laat en de Italiaan pakte zo zijn eerste profzege van zijn carrière.
Simone Cadamuro mocht na de rit voor het eerst de trui voor de beste sprinter in ontvangst nemen en zou daarop een zin spreken die hij bij de vorige editie van de Eneco Tour (2005) had geleerd, Bedankt voor de bloemen.
| rang | renner            | land        | tijd       |
| ---- | ----------------- | ----------- | ---------- |
| 1    | Manuel Quinziato  | Italië      | 4u 46' 43" |
| 2    | Simone Cadamuro   | Italië      | op 4"      |
| 3    | Wouter Weylandt   | België      | z.t.       |
| 4    | Baden Cooke       | Australië   | z.t.       |
| 5    | Max van Heeswijk  | Nederland   | z.t.       |
| 6    | Fabrizio Guidi    | Italië      | z.t.       |
| 7    | Olaf Pollack      | Duitsland   | z.t.       |
| 8    | Aurélien Clerc    | Zwitserland | z.t.       |
| 9    | Alessandro Ballan | Italië      | z.t.       |
| 10   | Manuele Mori      | Italië      | z.t.       |

| Algemeen klassement na de tweede etappe | Algemeen klassement na de tweede etappe | Algemeen klassement na de tweede etappe | Algemeen klassement na de tweede etappe | Algemeen klassement na de tweede etappe | Algemeen klassement na de tweede etappe |
| --------------------------------------- | --------------------------------------- | --------------------------------------- | --------------------------------------- | --------------------------------------- | --------------------------------------- |
| 1                                       | 91                                      | Tom Boonen                              | België                                  | Quick Step-Innergetic                   | 9:06.34                                 |
| 2                                       | 167                                     | Manuel Quinziato                        | Italië                                  | Liquigas                                | +0.01                                   |
| 3                                       | 74                                      | Stefan Schumacher                       | Duitsland                               | Team Gerolsteiner                       | +0.03                                   |

### Derde etappe
Vier renners vertrokken in het begin van de etappe op avontuur. Gorka González (Euskaltel), Erwin Thijs (Unibet.com), Bert Roesems (Davitamon-Lotto) en  Rik Reinerink (Skil-Shimano), die ook in de eerste etappe het hazenpad koos, kregen maximaal 4.50 voorsprong. Op aandringen van Quick-Step werd het viertal ingelopen. De vluchters werden op 15 kilometer van de finish opgeraapt door het peloton.
De mannen van Discovery Channel maakten een trein voor Max van Heeswijk. Het zag er lange tijd goed uit voor hem, totdat Simone Cadamuro langs Van Heeswijk en Tom Boonen zoefde en Boonen het wiel van Cadamuro koos. Van Heeswijk werd volledig verrast en werd meteen op achterstand gereden, die niet meer goed te maken was. Van Heeswijk kwam nog dichtbij, maar hij vormde geen bedreiging voor Boonen, die zijn tweede ritzege boekte.
| rang | renner              | land       | tijd       |
| ---- | ------------------- | ---------- | ---------- |
| 1    | Tom Boonen          | België     | 4u 05' 56" |
| 2    | Max van Heeswijk    | Nederland  | z.t.       |
| 3    | Baden Cooke         | Australië  | z.t.       |
| 4    | Simone Cadamuro     | Italië     | z.t.       |
| 5    | Stefan Schumacher   | Duitsland  | z.t.       |
| 6    | José Iván Gutiérrez | Spanje     | z.t.       |
| 7    | Wouter Weylandt     | België     | z.t.       |
| 8    | Fabrizio Guidi      | Italië     | z.t.       |
| 9    | Manuel Quinziato    | Italië     | z.t.       |
| 10   | Lars Michaelsen     | Denemarken | z.t.       |

| Algemeen klassement na de derde etappe | Algemeen klassement na de derde etappe | Algemeen klassement na de derde etappe | Algemeen klassement na de derde etappe | Algemeen klassement na de derde etappe | Algemeen klassement na de derde etappe |
| -------------------------------------- | -------------------------------------- | -------------------------------------- | -------------------------------------- | -------------------------------------- | -------------------------------------- |
| 1                                      | 91                                     | Tom Boonen                             | België                                 | Quick Step-Innergetic                  | 13:12.20                               |
| 2                                      | 167                                    | Manuel Quinziato                       | Italië                                 | Liquigas                               | +0.11                                  |
| 3                                      | 74                                     | Stefan Schumacher                      | Duitsland                              | Team Gerolsteiner                      | +0.13                                  |

### Vierde etappe
De vierde etappe was een individuele tijdrit in en rond Landgraaf. Lange tijd had de Belg Leif Hoste (Discovery Channel) de beste tijd op zijn naam staan. Het duurde erg lang voor zijn tijd van de tabellen werd gefietst. Eerst was het Philippe Gilbert (La Française des Jeux), die niet in de boeken staan als een tijdritspecialist, die de tijd van Hoste verbeterde. Daarna kwam de toen nog relatief onbekende Italiaan Vincenzo Nibali (Liquigas)15 seconden sneller dan Gilbert over de streep.
Het leek lange tijd dat er een verrassing in de lucht hing. Totdat de ervaren George Hincapie (Discovery Channel) de finish passeerde en eenentwintig honderdste van een seconde sneller was dan Nibali. Niemand kon nog aan de tijd van Hincapie komen. Tom Boonen leek zelfs helemaal geen zin te hebben in deze tijdrit en spaarde zijn krachten voor de volgende dag, want hij wou per se in de Wereldkampioenentrui winnen in zijn geboortedorp Balen.
George Hincapie nam door zijn overwinning de leiderstrui over van Tom Boonen. Stefan Schumacher behield zijn trui voor de beste jongere en Simone Cadamuro liet aan het publiek horen dat hij weer wat Nederlandse woorden had geleerd. Behalve de inmiddels legendarische Bedankt voor de bloemen bedankt hij de rondemiss voor haar kussen, Bedankt voor de kussen.
| rang | renner              | land             | tijd    |
| ---- | ------------------- | ---------------- | ------- |
| 1    | George Hincapie     | Verenigde Staten | 19' 58" |
| 2    | Vincenzo Nibali     | Italië           | op 0"   |
| 3    | Stefan Schumacher   | Duitsland        | op 7"   |
| 4    | José Iván Gutiérrez | Spanje           | op 14"  |
| 5    | Philippe Gilbert    | België           | op 16"  |
| 6    | Leif Hoste          | België           | op 22"  |
| 7    | Joost Posthuma      | Nederland        | op 25"  |
| 8    | Juan Antonio Flecha | Spanje           | op 30"  |
| 9    | Gustav Larsson      | Zweden           | op 33"  |
| 10   | Steffen Wesemann    | Zwitserland      | op 33"  |

| Algemeen klassement na de vierde etappe | Algemeen klassement na de vierde etappe | Algemeen klassement na de vierde etappe | Algemeen klassement na de vierde etappe | Algemeen klassement na de vierde etappe | Algemeen klassement na de vierde etappe |
| --------------------------------------- | --------------------------------------- | --------------------------------------- | --------------------------------------- | --------------------------------------- | --------------------------------------- |
| 1                                       | 51                                      | George Hincapie                         | Verenigde Staten                        | Discovery Channel Pro Cycling Team      | 13:32.35                                |
| 2                                       | 74                                      | Stefan Schumacher                       | Duitsland                               | Team Gerolsteiner                       | +0.03                                   |
| 3                                       | 166                                     | Vincenzo Nibali                         | Italië                                  | Liquigas                                | +0.11                                   |

### Vijfde etappe
De vijfde etappe van deze ronde kende, zoals verwacht, alweer een vroege ontsnapping. De broers Nicolas (Caisse d'Epargne) en Sébastien Portal (Credit Agricole), Mathew Hayman (Rabobank), Bert Roesems (Davitamon-Lotto), Michiel Elijzen (Cofidis), Thomas Lövkvist (La Française des Jeux) en Koen Barbé (Chocolade Jacques) waagden zich aan een avontuur door het Vlaamse land. Door de goede samenwerking bedroeg hun voorsprong ongeveer drie minuten.
Zoals in de meeste ritten van deze ronde namen de ploegen met sprinters het peloton op sleeptouw. De ploegen Discovery Channel (voor Max van Heeswijk) en Quick-Step (voor Tom Boonen, die naar zijn woonplaats reed) reden het gat dicht en zo volgde er op 10 kilometer voor de finish een algemene hergroepering. Na een plaatselijke ronde streden de sprinters voor de dagwinst. Wereldkampioen Tom Boonen gaf iedereen sprintles en spurtte in zijn eigen Balen in de regenboogtrui naar de dagzege.
| rang | renner            | land          | tijd       |
| ---- | ----------------- | ------------- | ---------- |
| 1    | Tom Boonen        | België        | 3u 52' 20" |
| 2    | Julian Dean       | Nieuw-Zeeland | z.t.       |
| 3    | Simone Cadamuro   | Italië        | z.t.       |
| 4    | Aleksej Markov    | Rusland       | z.t.       |
| 5    | Alessandro Ballan | Italië        | z.t.       |
| 6    | Baden Cooke       | Australië     | z.t.       |
| 7    | Enrico Gasparotto | Italië        | z.t.       |
| 8    | David Kopp        | Duitsland     | z.t.       |
| 9    | Olaf Pollack      | Duitsland     | z.t.       |
| 10   | Lloyd Mondory     | Frankrijk     | z.t.       |

| Algemeen klassement na de vijfde etappe | Algemeen klassement na de vijfde etappe | Algemeen klassement na de vijfde etappe | Algemeen klassement na de vijfde etappe | Algemeen klassement na de vijfde etappe | Algemeen klassement na de vijfde etappe |
| --------------------------------------- | --------------------------------------- | --------------------------------------- | --------------------------------------- | --------------------------------------- | --------------------------------------- |
| 1                                       | 51                                      | George Hincapie                         | Verenigde Staten                        | Discovery Channel Pro Cycling Team      | 17:24.55                                |
| 2                                       | 74                                      | Stefan Schumacher                       | Duitsland                               | Team Gerolsteiner                       | +0.03                                   |
| 3                                       | 166                                     | Vincenzo Nibali                         | Italië                                  | Liquigas                                | +0.11                                   |

### Zesde etappe
Vier renners gaven kleur aan deze zesde etappe, die hoogstwaarschijnlijk op een massasprint zou eindigen. Maar voor hetzelfde aantal renners eindigde de rit en ook de ronde in mineur.
De rit naar Sint-Truiden kende een lange ontsnapping van Grégory Rast (Phonak), Mario Aerts (Davitamon-Lotto), Sebastian Langeveld (Skil-Shimano) en Andoni Aranaga (Euskaltel). Zij kregen een voorsprong van ongeveer vijf minuten. De ploegmaats van George Hincapie (Discovery Channel) verdedigden de leiderstrui en zorgden ervoor dat de voorsprong daalde. Er was ook een massale valpartij, waarbij vier renners zwaar gewond raakten. Leif Hoste (Discovery Channel), Olaf Pollack (T-Mobile), Antonio Colom (Caisse d'Epargne) en Christophe Edaleine (Credit Agricole) moesten naar het ziekenhuis afgevoerd worden.
De verwachte massasprint zou er komen in Sint-Truiden, waar in de finale een venijnige bocht naar rechts lag. Het was dus een kwestie om vooraan te zitten. Dat deed David Kopp naar behoren en sprintte zo naar de overwinning. Marco Zanotti en Philippe Gilbert werden respectievelijk nummer twee en drie. Simone Cadamuro zat niet in de voorste gelederen, maar behield desondanks wel zijn puntentrui.
| rang | renner             | land       | tijd       |
| ---- | ------------------ | ---------- | ---------- |
| 1    | David Kopp         | Duitsland  | 4u 50' 43" |
| 2    | Marco Zanotti      | Italië     | z.t.       |
| 3    | Philippe Gilbert   | België     | z.t.       |
| 4    | Wouter Weylandt    | België     | z.t.       |
| 5    | Aart Vierhouten    | Nederland  | z.t.       |
| 6    | Roy Sentjens       | België     | z.t.       |
| 7    | Lars Michaelsen    | Denemarken | z.t.       |
| 8    | Erki Pütsep        | Estland    | z.t.       |
| 9    | Luciano Pagliarini | Brazilië   | z.t.       |
| 10   | Steven Caethoven   | België     | z.t.       |

| Algemeen klassement na de zesde etappe | Algemeen klassement na de zesde etappe | Algemeen klassement na de zesde etappe | Algemeen klassement na de zesde etappe | Algemeen klassement na de zesde etappe | Algemeen klassement na de zesde etappe |
| -------------------------------------- | -------------------------------------- | -------------------------------------- | -------------------------------------- | -------------------------------------- | -------------------------------------- |
| 1                                      | 51                                     | George Hincapie                        | Verenigde Staten                       | Discovery Channel Pro Cycling Team     | 22:15.38                               |
| 2                                      | 74                                     | Stefan Schumacher                      | Duitsland                              | Team Gerolsteiner                      | +0.03                                  |
| 3                                      | 166                                    | Vincenzo Nibali                        | Italië                                 | Liquigas                               | +0.11                                  |

### Zevende etappe
De zevende etappe van deze ENECO Tour zal de geschiedenisboeken en menige geheugens van wielrenliefhebbers ingaan als een vreemde, vervelende en memorabele wedstrijd. Niet doordat de Waalse publiekslieveling Philippe Gilbert in zijn achtertuin gewonnen had en Simone Cadamuro een papiertje uit zijn linkermouw toverde en liet horen dat hij zijn kennis van de Nederlandse taal nogmaals verbeterd had, maar wel omwille van de manier waarop Stefan Schumacher de ronde won.
Zoals in alle etappes was het eerste stuk van de etappe een mooi gelegenheid om weg te rijden. Bram de Groot (Rabobank), Mario Aerts (Davitamon-Lotto), William Bonnet (Credit Agricole), Aaron Olsen (Saunier Duval), Steven Caethoven (Chocolade Jacques), Piet Rooijakkers (Skil-Shimano) en Erwin Thijs (Unibet.com) waagden hun kans. De voorsprong groeide naar ongeveer 2 minuten, een voorsprong die later teniet werd gedaan door de mannen van klassementsleider George Hincapie.
Voordat het peloton kon aansluiten kon Rooijakkers met Andrea Peron, die uit het peloton was gedemarreerd, wegkomen uit de kopgroep. Er vormde zich een nieuwe kopgroep die naast Rooijakkers en Peron ook nog bestond uit Maarten den Bakker (Milram). Thomas Lövkvist (La Française des Jeux), Axel Merckx (Phonak), Karsten Kroon (CSC) en Thomas Dekker (Rabobank) sloten later aan bij deze groep. Deze kopgroep werd echter snel weer ingerekend.
Merckx en Lövkvist probeerden daarna nogmaals weg te komen. Samen met Nicolas Portal (Caisse d'Epargne), Laurent Lefèvre (Bouygues Telecom), Gerben Löwik (Rabobank) en Daniele Righi (Lampre) reden ze weg , maar op 10 kilometer van de finish was de algehele hergroepering een feit.
Philippe Gilbert reed op 4 kilometer van de finish weg. Hij kreeg ongeveer 10 seconden voorsprong, maar dat was niet genoeg om de eindoverwinning te pakken. Zijn poging om weg te komen van het peloton was echter niet tevergeefs, want hij kwam als eerste over de finish.
Spectaculairder was wat er achter Gilbert gebeurde. Het peloton sprintte voor de tweede plaats, George Hincapie en Stefan Schumacher kruisten hun degens tot aan de finish, totdat een toeschouwer zijn hand uitstak en zo Schumacher raakte (als was dat niet echt waar te nemen en bewezen). Schumacher week uit naar rechts en nam zo George Hincapie mee, Hincapie viel in het zicht van de finish en Schumacher sprintte naar de derde plaats, hetgeen 4 bonificatiesecondes opleverde. Zo won Schumacher deze editie van de ENECO tour met 1 seconde voorsprong op George Hincapie. De manier waarop is uiterst vreemd te noemen. Discovery Channel (de ploeg van Hincapie) protesteerde nog, maar dit hielp niet.
| rang | renner             | land          | tijd       |
| ---- | ------------------ | ------------- | ---------- |
| 1    | Philippe Gilbert   | België        | 5u 05' 16" |
| 2    | Manuele Mori       | Italië        | op 2"      |
| 3    | Stefan Schumacher  | Duitsland     | z.t.       |
| 4    | Enrico Gasparotto  | Italië        | z.t.       |
| 5    | Fabrizio Guidi     | Italië        | z.t.       |
| 6    | Alessandro Ballan  | Italië        | z.t.       |
| 7    | Johan Vansummeren  | België        | z.t.       |
| 8    | Julian Dean        | Nieuw-Zeeland | z.t.       |
| 9    | Gerben Löwik       | Nederland     | z.t.       |
| 10   | José Joaquín Rojas | Spanje        | z.t.       |

| Algemeen klassement na de zevende etappe/ Eindklassement | Algemeen klassement na de zevende etappe/ Eindklassement | Algemeen klassement na de zevende etappe/ Eindklassement | Algemeen klassement na de zevende etappe/ Eindklassement | Algemeen klassement na de zevende etappe/ Eindklassement | Algemeen klassement na de zevende etappe/ Eindklassement |
| -------------------------------------------------------- | -------------------------------------------------------- | -------------------------------------------------------- | -------------------------------------------------------- | -------------------------------------------------------- | -------------------------------------------------------- |
| 1                                                        | 74                                                       | Stefan Schumacher                                        | Duitsland                                                | Team Gerolsteiner                                        | 27:20.55                                                 |
| 2                                                        | 51                                                       | George Hincapie                                          | Verenigde Staten                                         | Discovery Channel Pro Cycling Team                       | +0.01                                                    |
| 3                                                        | 166                                                      | Vincenzo Nibali                                          | Italië                                                   | Liquigas                                                 | +0.12                                                    |

## De klassementsleiders per etappe
1948 · 1949 · 1950 · 1951 · 1952 · 1953 · 1954 · 1955 · 1956 · 1957 · 1958 · 1959 · 1960 · 1961 · 1962 · 1963 · 1964 · 1965 · 1966 · 1967 · 1968 · 1969 · 1970 · 1971 · 1972 · 1973 · 1974 · 1975 · 1976 · 1977 · 1978 · 1979 · 1980 · 1981 · 1982 · 1983 · 1984 · 1985 · 1986 · 1987 · 1988 · 1989 · 1990 · 1991 · 1992 · 1993 · 1994 · 1995 · 1996 · 1997 · 1998 · 1999 · 2000 · 2001 · 2002 · 2003 · 2004 · 2005 · 2006 · 2007 · 2008 · 2009 · 2010 · 2011 · 2012 · 2013 · 2014 · 2015 · 2016 · 2017 · 2018 · 2019 · 2020 · 2021 · 2022 · 2023 · 2024
 Parijs-Nice · 
 Tirreno-Adriatico · 
 Milaan-San Remo · 
 Ronde van Vlaanderen · 
 Gent-Wevelgem · 
 Ronde van het Baskenland · 
 Parijs-Roubaix · 
 Amstel Gold Race · 
 Waalse Pijl · 
 Luik-Bastenaken-Luik · 
 Ronde van Romandië · 
 Ronde van Catalonië · 
 Ronde van Italië · 
 Critérium du Dauphiné Libéré · 
 Ronde van Zwitserland · 
 Ploegentijdrit Eindhoven · 
 Ronde van Frankrijk · 
 Vattenfall Cyclassics · 
 Ronde van Duitsland · 
 Clásica San Sebastián · 
  ENECO Tour · 
 Ronde van Spanje · 
 GP Ouest-France-Plouay · 
 Ronde van Polen · 
 Kampioenschap van Zürich · 
 Parijs-Tours · 
 Ronde van Lombardije